# Homestake

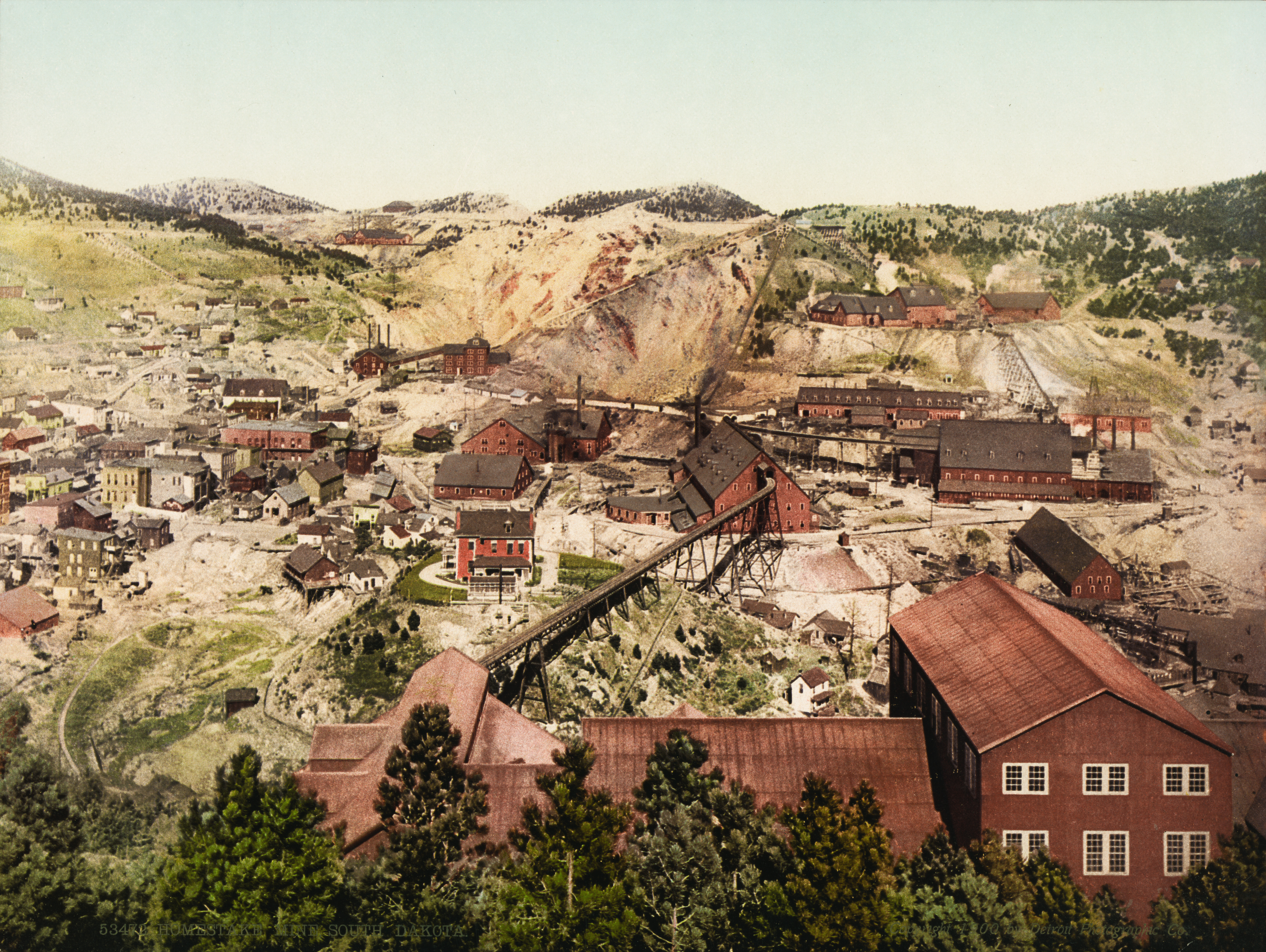
Homestake en 1900.

Homestake est une mine découverte en 1876 dans les Black Hills, dans l'État du Dakota du Sud, au nord-ouest de la ville de Rapid City ayant eu une longévité importante. L'or et l'argent y ont été exploités jusqu'à aujourd'hui, avec près de 1 130 tonnes d'or.
Homestake était la plus grande mine d’or de l’Hémisphère Nord. C'est aussi la mine la plus profonde des États-Unis avec 2 440 mètres. L’existence de plus de 600 kilomètres de tunnels en fait un site idéal pour une conversion en laboratoires de recherche, d’après les scientifiques.

## Histoire
Au début 1876, un peu avant la bataille de Little Bighorn, les frères Fred et Moses Manuel s’affairent à chercher de l’or dans les Black Hills au sud du Dakota. Nés au Québec, ils ont passé l’essentiel de leur vie à arpenter l’ouest des États-Unis en quête d’or et ont entendu des rumeurs voulant que les géologues du général Custer aient trouvé de l’or dans les Black Hills. Le 9 avril 1876, ils découvrent ce qu’ils cherchaient dans le « ravin du Bobtail ». Moses relate leur découverte dans son journal : « finalement la neige s’est mise à fondre sur la colline, l’eau s’est écoulée par le filtre qui traverse le tuyau. Là, j’ai vu du quartz, j’ai attrapé une pioche pour essayer d’en casser un bloc mais il était très compact, j’y suis tout de même arrivé et je l’ai ramené au camp pour le concasser et le laver ensuite à la batée. C’était plein d’or. »
Ils ont extrait pour cinq mille dollars d’or, puis vendu en 1879 leur mine pour 45 000 dollars. La mine est la propriété depuis 1876 de Homestake Mining une société minière américaine située aux États-Unis, dans l'état du Sud Dadota, au nord-ouest de la ville de Rapid City, filiale à 100 % de Barrick Gold.
La cotation à la bourse de New-York de cette société, en 1879, précéda d'un an la création en 1880 de la première banque « National Bank des Black Hills » à Lead pour la mine. En 1889, l'État du Dakota du Sud fut admis dans l'union et en 1889 un traitement expérimental par cyanuration des déchets miniers permit de les recycler.
À la fin des années 1960, les physiciens Raymond Davis Jr. et John Bahcall réalisèrent dans cette mine à 1 400 mètres de profondeur l'expérience Homestake qui fut la première à détecter et à compter avec succès les neutrinos solaires.
En 2001 la société est rachetée par Barrick Gold.